# 아리마 겐지
아리마 겐지(일본어: 有馬 賢二, 1972년 11월 26일 ~ )는 일본의 은퇴한 축구 선수이다.

## 구단 경력
1995년 J1리그의 가시와 레이솔에 입단하였다. 1998년 콘사돌레 삿포로로 이적했다. 1999년부터 2002년까지 요코하마 FC에서 뛰었다. 2002년후 현역 은퇴.

## 지도자 경력
2014년부터 2015년까지 YSCC 요코하마에서 감독을 맡았다. 2019년 파지아노 오카야마의 감독으로 취임하였다.